# Leichtathletik-Europameisterschaften 2014/110 m Hürden der Männer

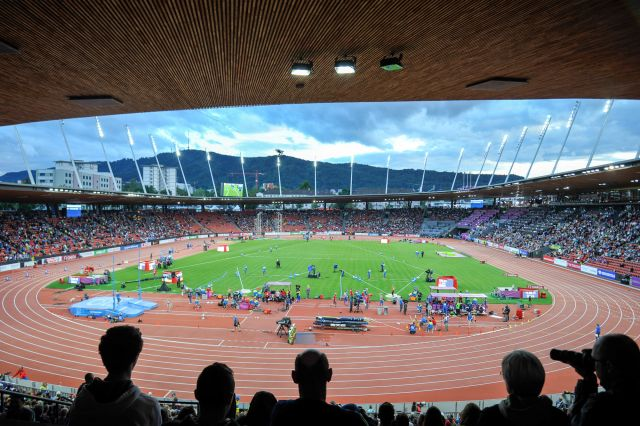
Das Letzigrund-Stadion während der Europameisterschaften 2014

Der 110-Meter-Hürdenlauf der Männer bei den Leichtathletik-Europameisterschaften 2014 wurde am 13. und 14. August 2014 im Letzigrund-Stadion von Zürich ausgetragen.
Europameister wurde der russische Titelverteidiger und WM-Dritte von 2013 Sergei Schubenkow. Er gewann vor dem Briten William Sharman. Bronze ging an den Franzosen Pascal Martinot-Lagarde.

## Bestehende Rekorde
| Weltrekord           | 12,80 s | Aries Merritt | Brüssel, Belgien          | 7. September 2012 |
| Europarekord         | 12,91 s | Colin Jackson | WM Stuttgart, Deutschland | 20. August 1993   |
| Meisterschaftsrekord | 13,02 s | Colin Jackson | EM Budapest, Ungarn       | 22. August 1998   |

Der bestehende EM-Rekord wurde bei diesen Europameisterschaften nicht erreicht. Die schnellste Zeit erzielten der spätere Europameister Sergei Schubenkow aus Russland sowie der spätere Vizeeuropameister William Sharman aus Großbritannien im ersten Halbfinale mit 13,16 s bei einem Rückenwind von 0,4 m/s, womit sie vierzehn Hundertstelsekunden über dem Rekord blieben. Zum Europarekord fehlten ihnen 25, zum Weltrekord 36 Hundertstelsekunden.

## Legende
Kurze Übersicht zur Bedeutung der Symbolik – so üblicherweise auch in sonstigen Veröffentlichungen verwendet:
| DNS | nicht am Start (did not start) |
| DSQ | disqualifiziert                |
| IWR | Internationale Wettkampfregeln |
| TR  | Technische Regeln              |

## Vorrunde
Die Vorrunde wurde in vier Läufen durchgeführt. Die ersten drei Athleten pro Lauf – hellblau unterlegt – sowie die darüber hinaus vier zeitschnellsten Läufer – hellgrün unterlegt – qualifizierten sich für das Halbfinale.

### Vorlauf 1

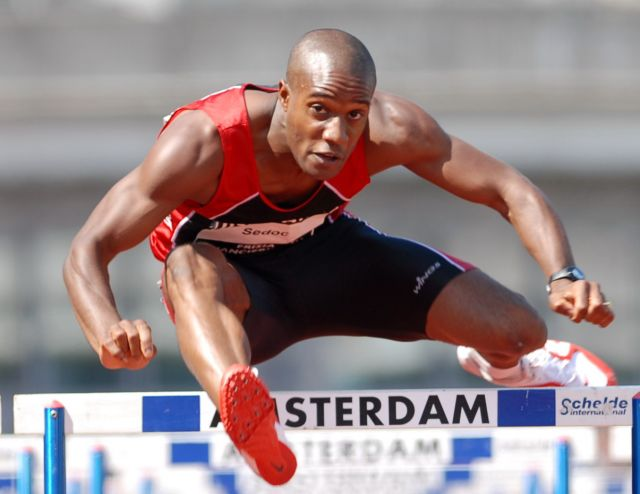
Gregory Sedoc verpasste die nächste Runde um vier Hundertstelsekunden

13. August 2014, 11:40 Uhr
Wind: −0,7 m/s
| Platz | Name                    | Nation       | Zeit (s) |
| ----- | ----------------------- | ------------ | -------- |
| 1     | Pascal Martinot-Lagarde | Frankreich   | 13,29    |
| 2     | Artur Noga              | Polen        | 13,44    |
| 3     | Erik Balnuweit          | Deutschland  | 13,48    |
| 4     | Konstandinos Douvalidis | Griechenland | 13,54    |
| 5     | Gregory Sedoc           | Niederlande  | 13,58    |
| 6     | Lorenzo Perini          | Italien      | 13,77    |
| 7     | Arttu Hirvonen          | Finnland     | 13,87    |
| 8     | Vladimir Vukicevic      | Norwegen     | 13,97    |

### Vorlauf 2

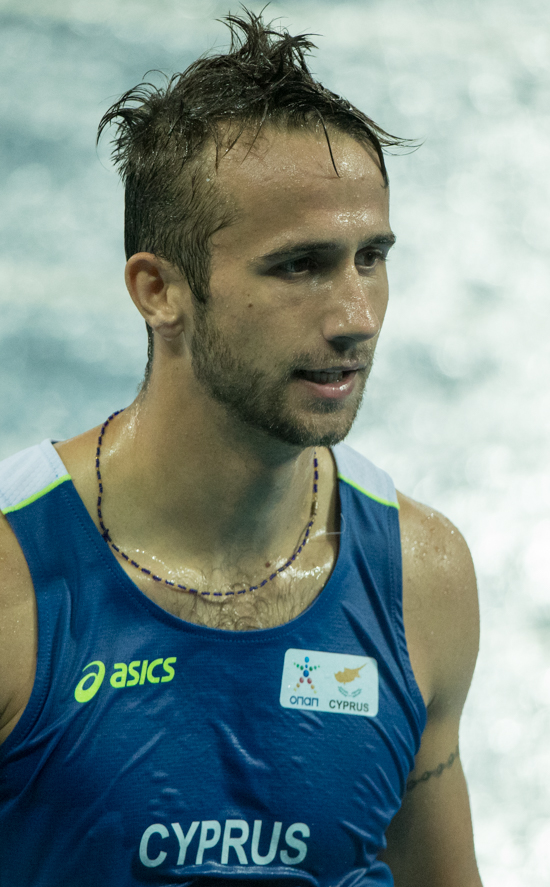
Als Siebter schied Milan Traikovits in der Vorrunde aus

13. August 2014, 11:50 Uhr
Wind: +0,4 m/s
| Platz | Name                | Nation         | Zeit (s) |
| ----- | ------------------- | -------------- | -------- |
| 1     | Dimitri Bascou      | Frankreich     | 13,35    |
| 2     | Gregor Traber       | Deutschland    | 13,43    |
| 3     | Lawrence Clarke     | Großbritannien | 13,46    |
| 4     | Paolo Dal Molin     | Italien        | 13,54    |
| 5     | João Carlos Almeida | Portugal       | 13,58    |
| 6     | Tobias Furer        | Schweiz        | 13,78    |
| 7     | Milan Traikovits    | Zypern         | 13,78    |
| 8     | Alexander Brorsson  | Schweden       | 13,92    |

### Vorlauf 3

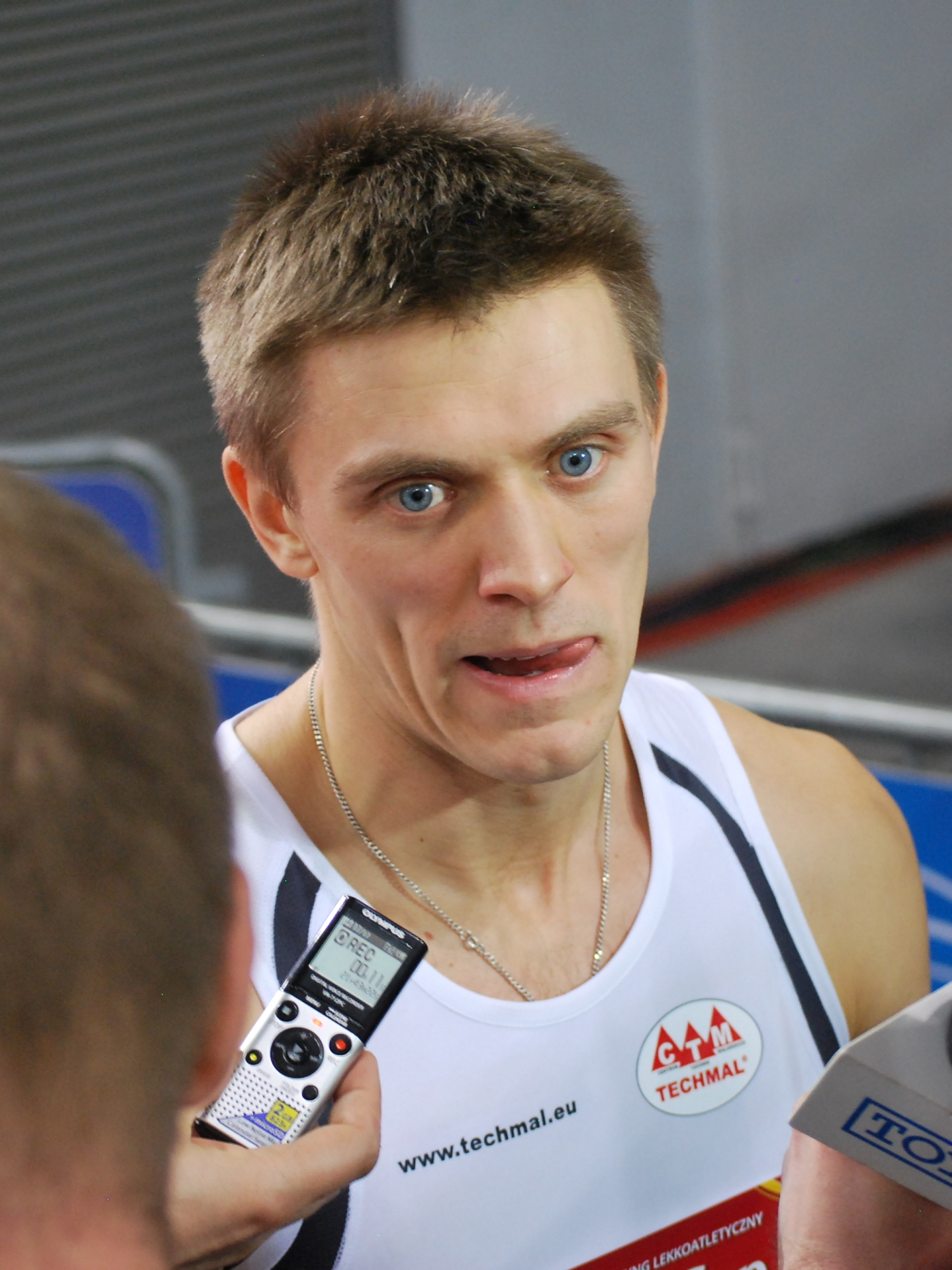
Rang fünf reichte Dominik Bochenek nicht für die Halbfinalteilnahme

13. August 2014, 12:00 Uhr
Wind: +0,3 m/s
| Platz | Name                 | Nation         | Zeit (s) |
| ----- | -------------------- | -------------- | -------- |
| 1     | William Sharman      | Großbritannien | 13,29    |
| 2     | Balázs Baji          | Ungarn         | 13,37    |
| 3     | Matthias Bühler      | Deutschland    | 13,40    |
| 4     | Konstantin Schabanow | Russland       | 13,51    |
| 5     | Dominik Bochenek     | Polen          | 13,66    |
| 6     | Viliam Papšo         | Slowakei       | 14,19    |
| DNS   | Jussi Kanervo        | Finnland       |          |
| DNS   | Milan Ristić         | Serbien        |          |

### Vorlauf 4

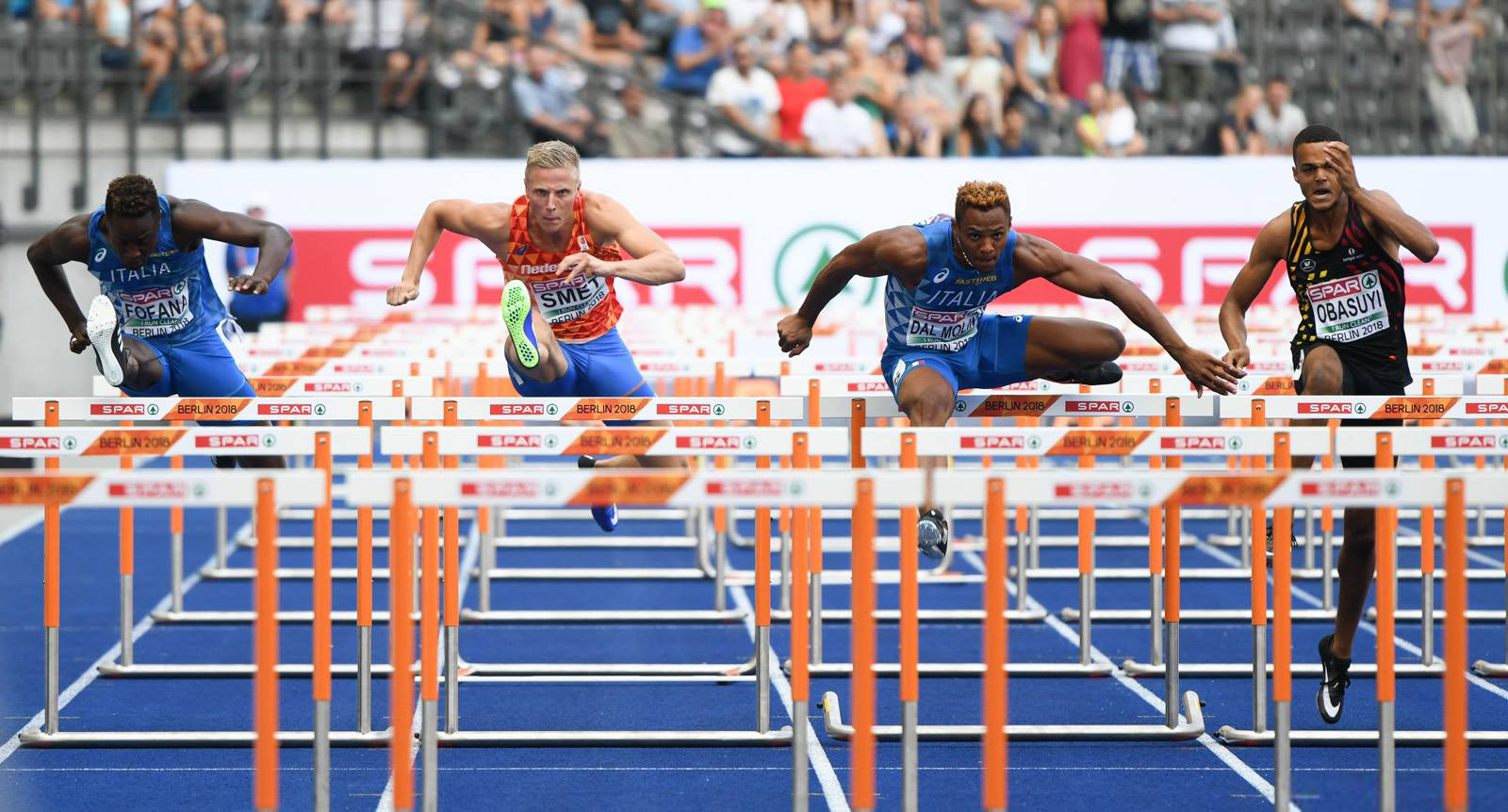
Hassane Fofana (ganz links) fehlte nur eine Hundertstelsekunde für das Halbfinale
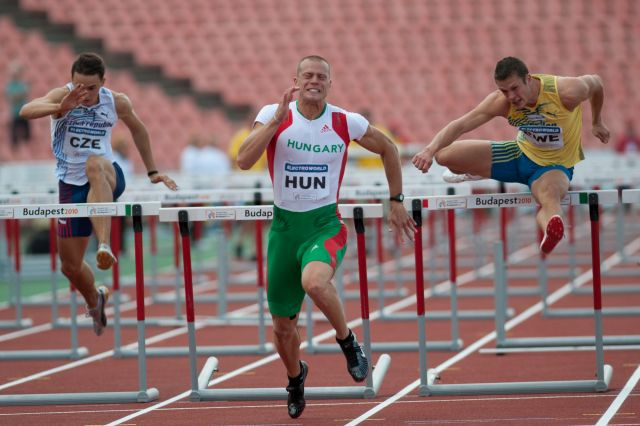
Mit seinem sechsten Platz erreichte Dániel Kiss (Mitte) nicht die nächste Runde
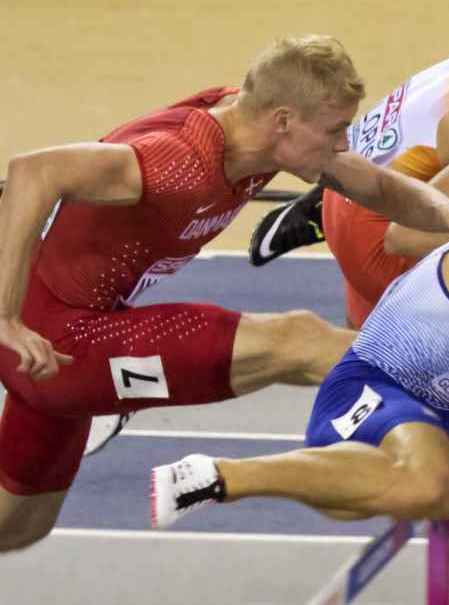
Andreas Martinsen belegte Rang sieben und schied damit aus
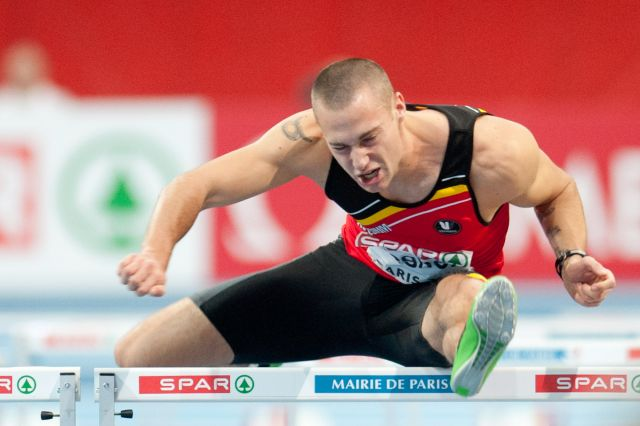
Mit einer Zeit deutlich über vierzehn Sekunden blieb Adrien Deghelt chancenlos

13. August 2014, 12:10 Uhr
Wind: +0,7 m/s
| Platz | Name                    | Nation         | Zeit (s) |
| ----- | ----------------------- | -------------- | -------- |
| 1     | Sergei Schubenkow       | Russland       | 13,29    |
| 2     | Thomas Martinot-Lagarde | Frankreich     | 13,46    |
| 3     | Petr Svoboda            | Tschechien     | 13,50    |
| 4     | Andrew Turner           | Großbritannien | 13,51    |
| 5     | Hassane Fofana          | Italien        | 13,55    |
| 6     | Dániel Kiss             | Ungarn         | 13,64    |
| 7     | Andreas Martinsen       | Schweiz        | 13,97    |
| 8     | Adrien Deghelt          | Belgien        | 14,33    |

## Halbfinale
Aus den beiden Halbfinalläufen qualifizierten sich die jeweils ersten drei Athleten – hellblau unterlegt – sowie die darüber hinaus zwei zeitschnellsten Läufer – hellgrün unterlegt – für das Finale.

### Lauf 1

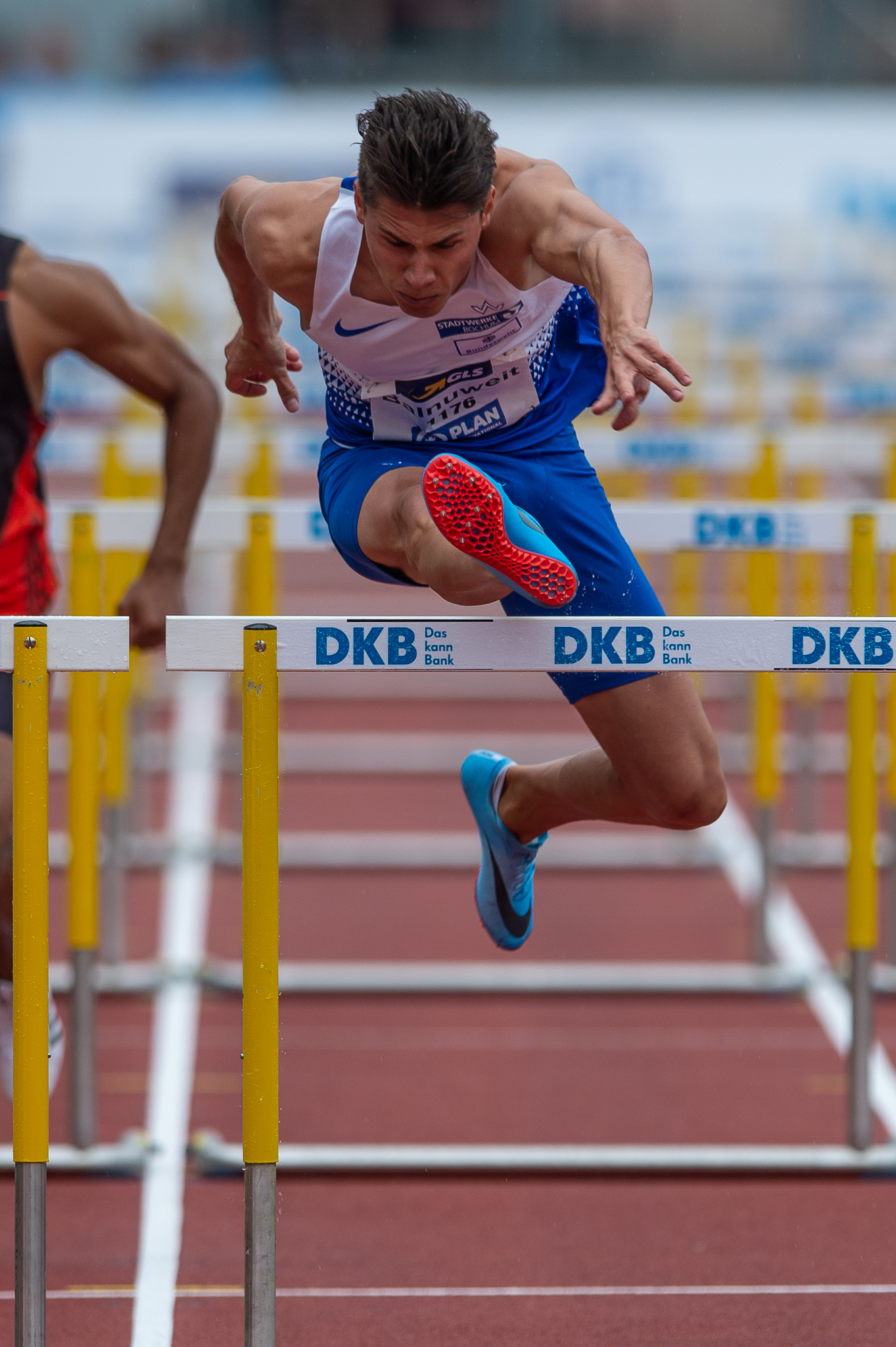
Erik Balnuweits vierter Rang reichte nicht ganz für die Teilnahme am Finale
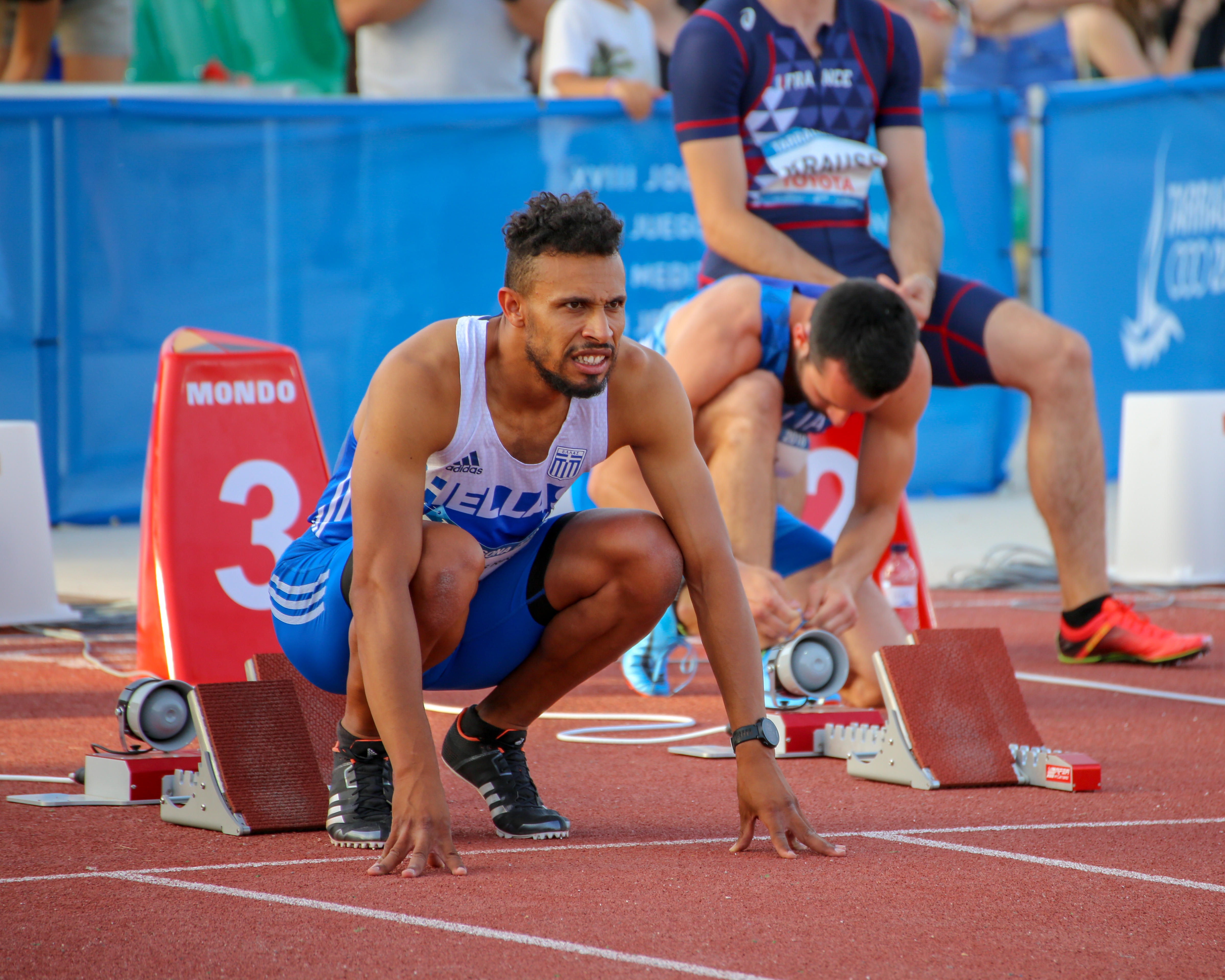
Konstadínos Douvalídis kam in seinem Halbfinallauf als Fünfter ins Ziel und schied damit aus
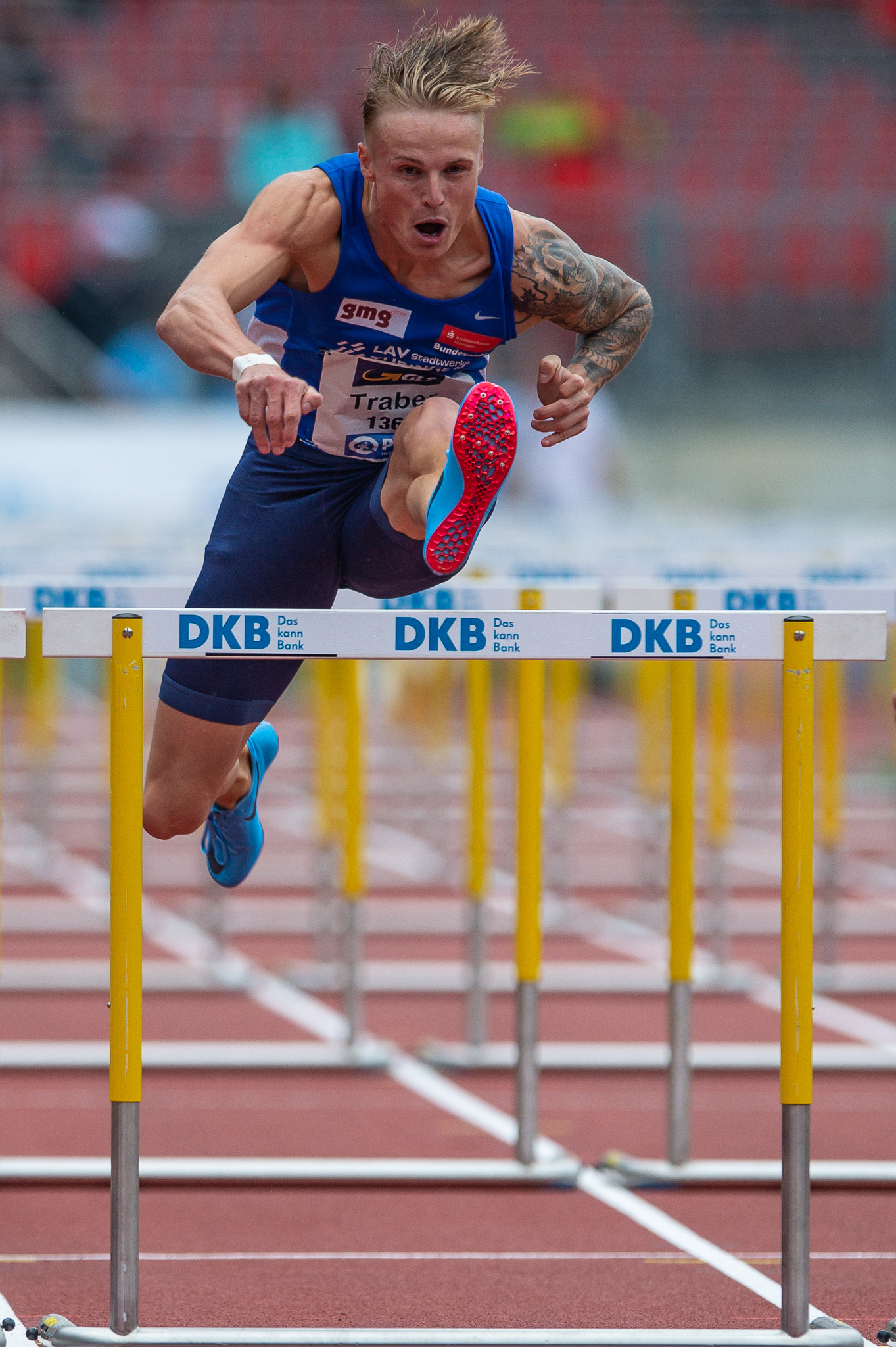
Als Siebter seines Rennens scheiterte Gregor Traber im Semifinale
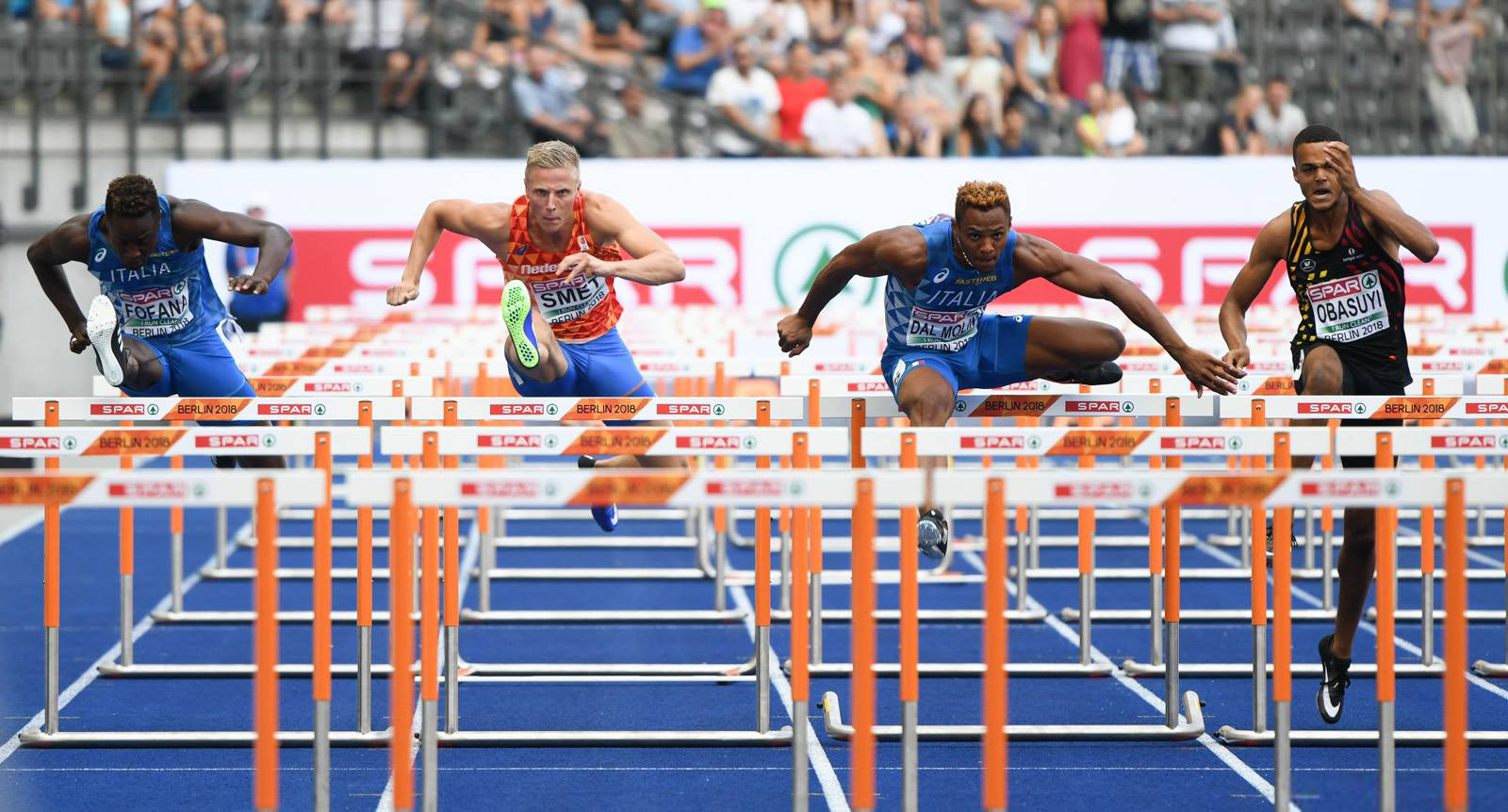
Paolo Dal Molin – etwas abgeschlagen auf dem letzten Platz und damit nicht im Finale

14. August 2014, 19:15 Uhr
Wind: +0,4 m/s
| Platz | Name                    | Nation         | Zeit (s) |
| ----- | ----------------------- | -------------- | -------- |
| 1     | William Sharman         | Großbritannien | 13,16    |
| 2     | Sergei Schubenkow       | Russland       | 13,16    |
| 3     | Lawrence Clarke         | Großbritannien | 13,47    |
| 4     | Erik Balnuweit          | Deutschland    | 13,49    |
| 5     | Thomas Martinot-Lagarde | Frankreich     | 13,50    |
| 6     | Konstandinos Douvalidis | Griechenland   | 13,56    |
| 7     | Gregor Traber           | Deutschland    | 13,58    |
| 8     | Paolo Dal Molin         | Italien        | 13,72    |

### Lauf 2

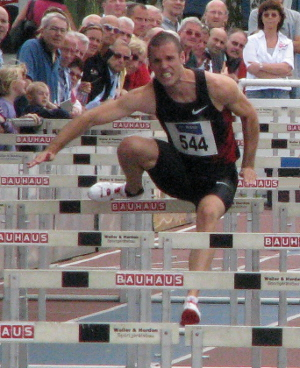
Matthias Bühler fehlten nur wenige Tausendstelsekunden zum Weiterkommen
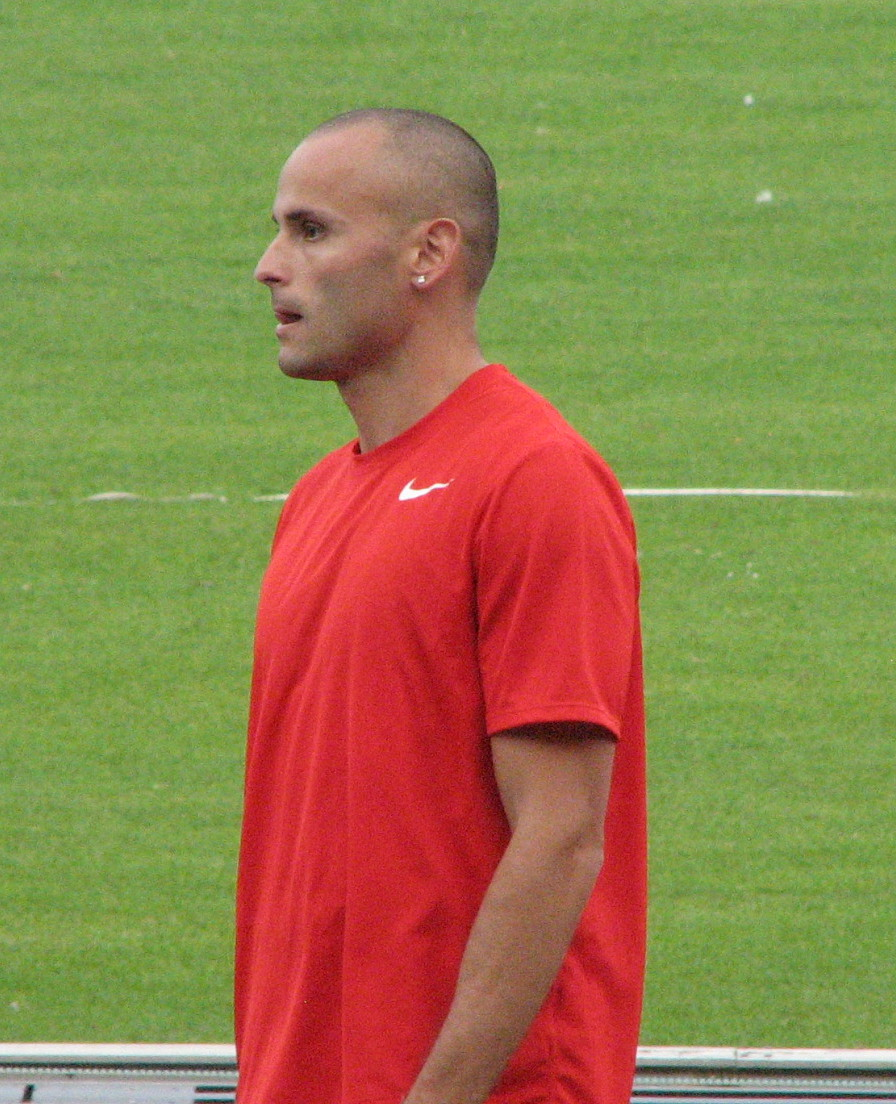
Andrew Turner, 2010 Europameister, erreichte als Siebter diesmal nicht den Endlauf

14. August 2014, 19:25 Uhr
Wind: −0,3 m/s
| Platz | Name                    | Nation         | Zeit (s) |
| ----- | ----------------------- | -------------- | -------- |
| 1     | Pascal Martinot-Lagarde | Frankreich     | 13,17    |
| 2     | Balázs Baji             | Ungarn         | 13,31    |
| 3     | Dimitri Bascou          | Frankreich     | 13,33    |
| 4     | Petr Svoboda            | Tschechien     | 13,39    |
| 5     | Artur Noga              | Polen          | 13,39    |
| 6     | Matthias Bühler         | Deutschland    | 13,39    |
| 7     | Andrew Turner           | Großbritannien | 13,57    |
| 8     | Konstantin Schabanow    | Russland       | 13,66    |

## Finale

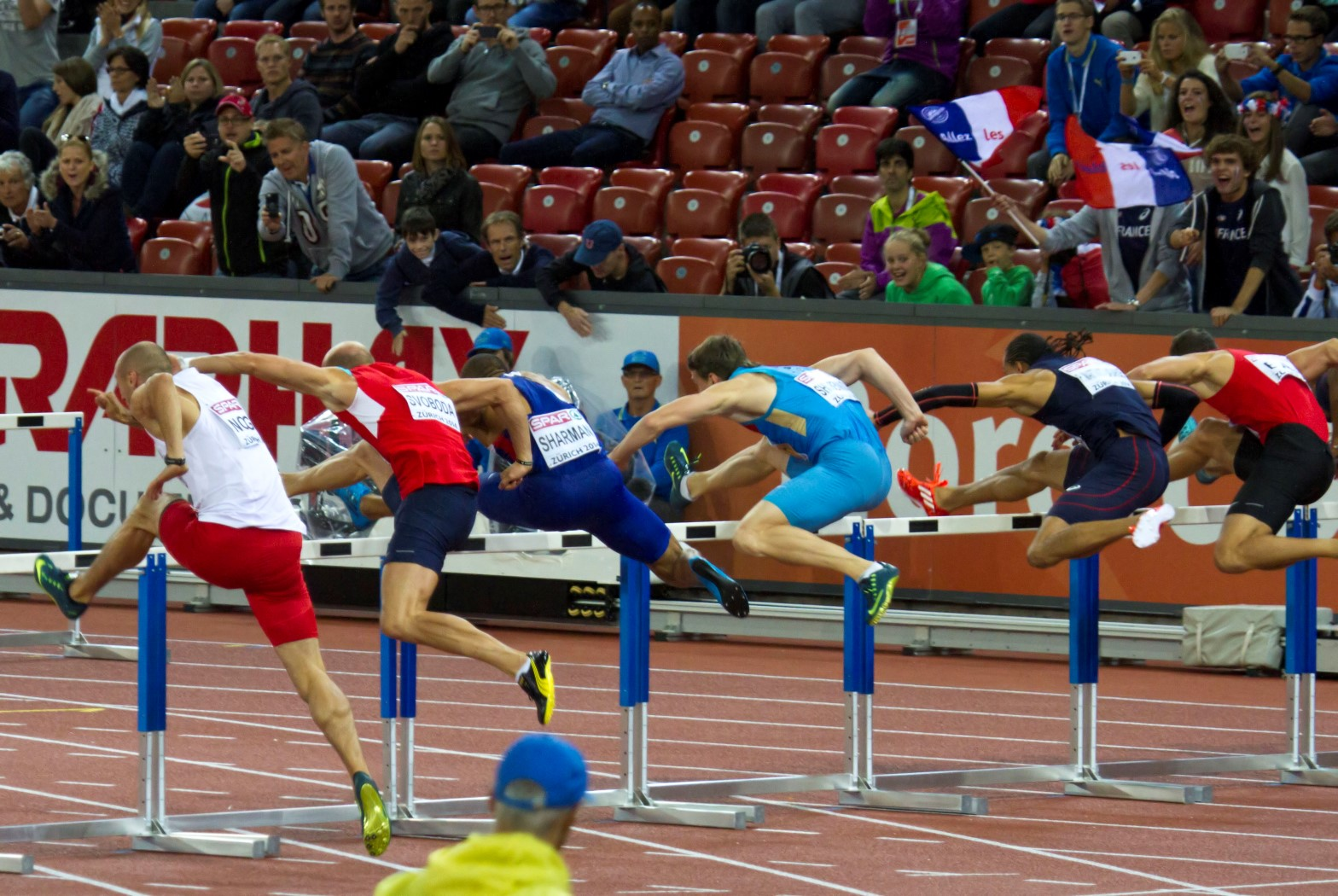
Kurz nach dem Start des 110-Meter-Hürden-Finals
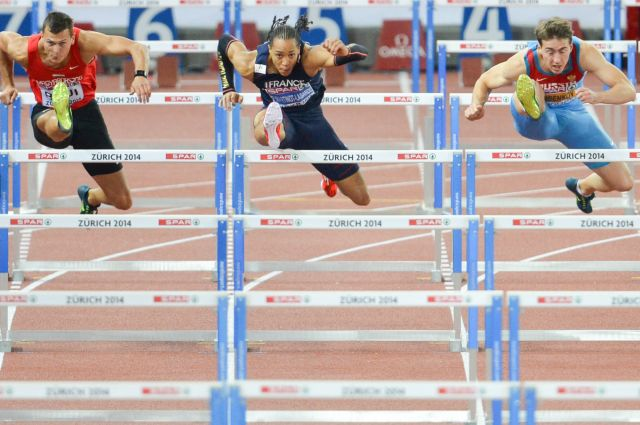
Im Finale v. l. n. r.: Balázs Baji, Pascal Martinot-Lagarde und Sergei Schubenkow

14. August 2014, 21:50 Uhr
Wind: +0,5 m/s
| Platz | Name                    | Nation         | Zeit (s)                        |
| ----- | ----------------------- | -------------- | ------------------------------- |
| 1     | Sergei Schubenkow       | Russland       | 13,19                           |
| 2     | William Sharman         | Großbritannien | 13,27                           |
| 3     | Pascal Martinot-Lagarde | Frankreich     | 13,29                           |
| 4     | Balázs Baji             | Ungarn         | 13,29 NR                        |
| 5     | Petr Svoboda            | Tschechien     | 13,63                           |
| 6     | Artur Noga              | Polen          | 14,25                           |
| DSQ   | Dimitri Bascou          | Frankreich     | IWR 163, TR17.2.2 – Behinderung |
| DNS   | Lawrence Clarke         | Großbritannien |                                 |

In einem engen Rennen war Dimitri Bascou, 2010 EM-Vierter, als Zweiter im Ziel, wurde jedoch wegen Behinderung seines Gegners Balázs Baji auf der Nebenbahn anschließend disqualifiziert.

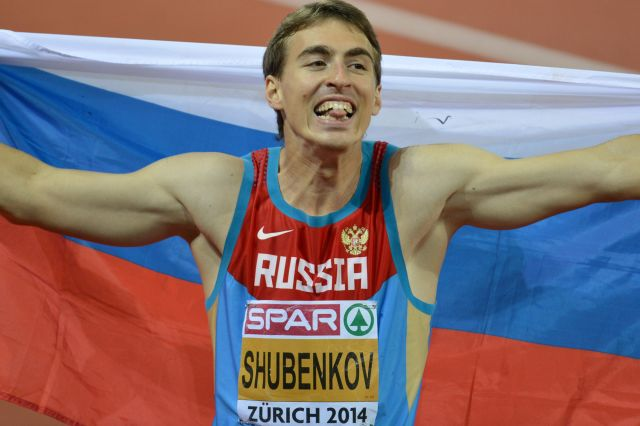
Sergei Schubenkow, 2013 WM-Dritter, verteidigte seinen Titel
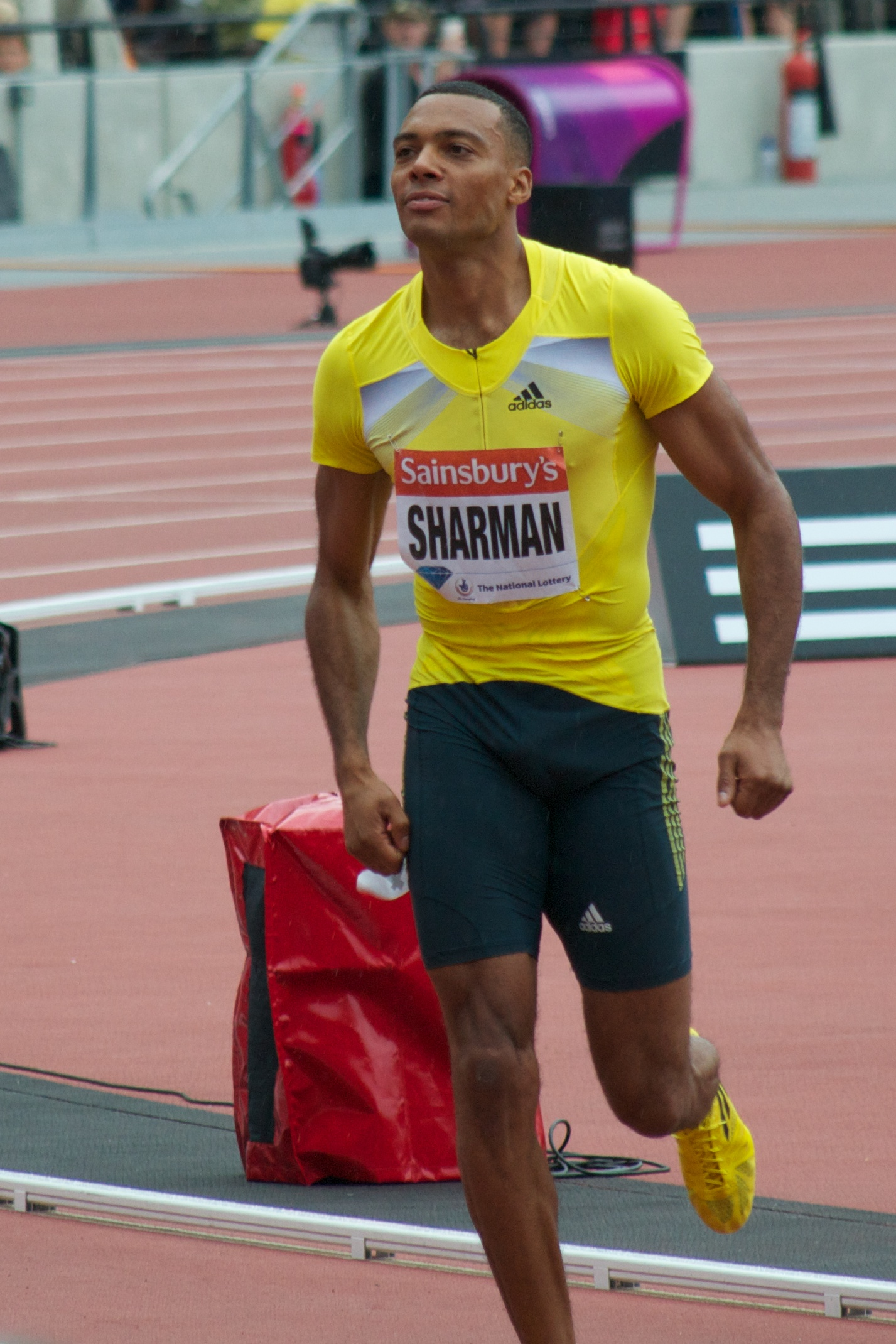
Vizeeuropameister William Sharman
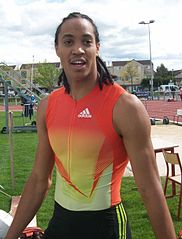
Bronzemedaillengewinner Pascal Martinot-Lagarde
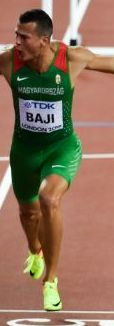
Der viertplatzierte Balázs Baji

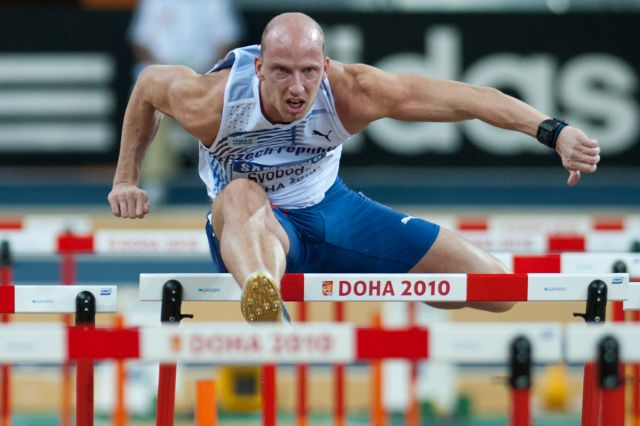
Petr Svoboda erreichte Platz fünf
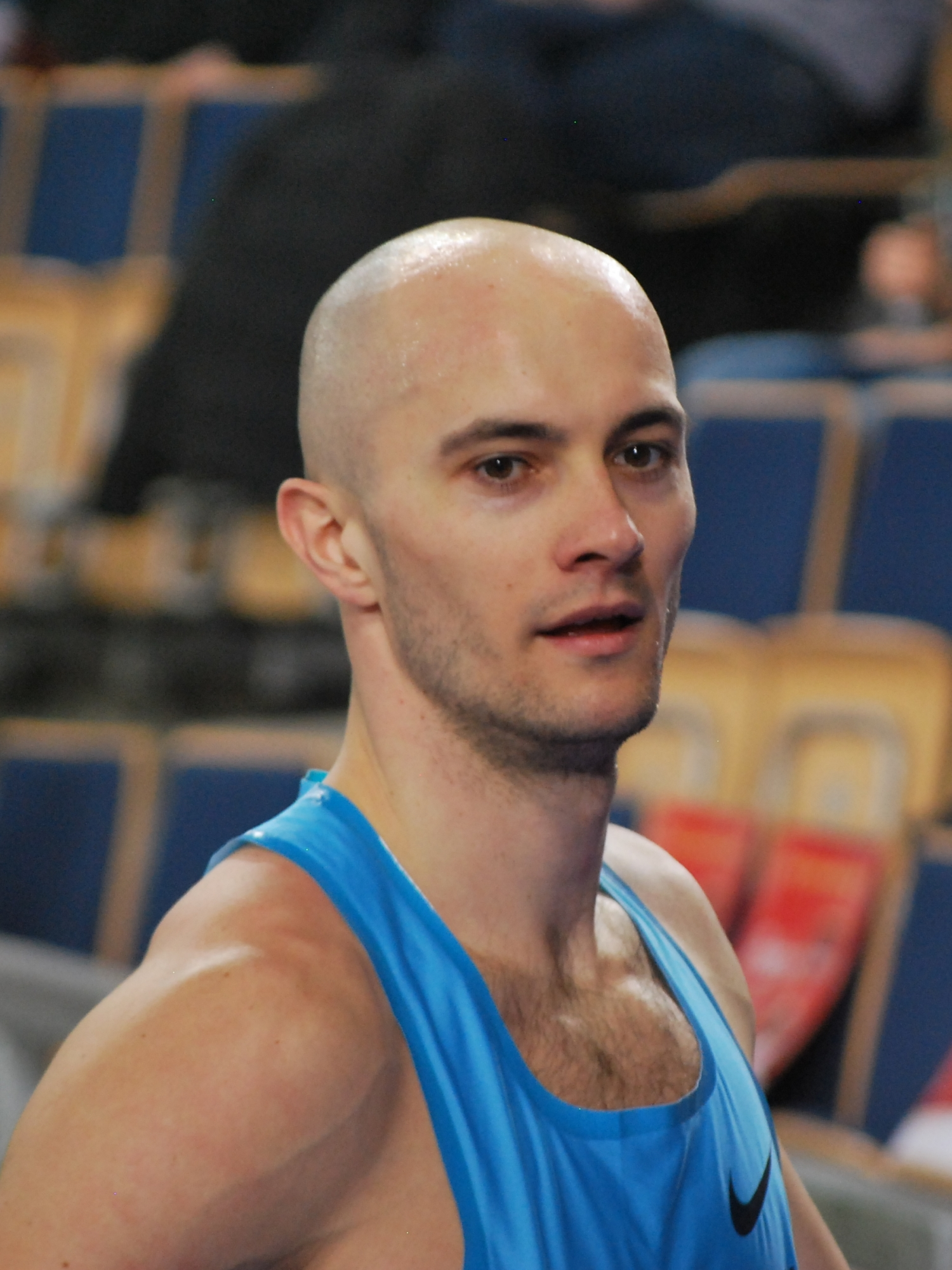
Artur Noga, 2012 EM-Dritter, kam hier auf den sechsten Platz
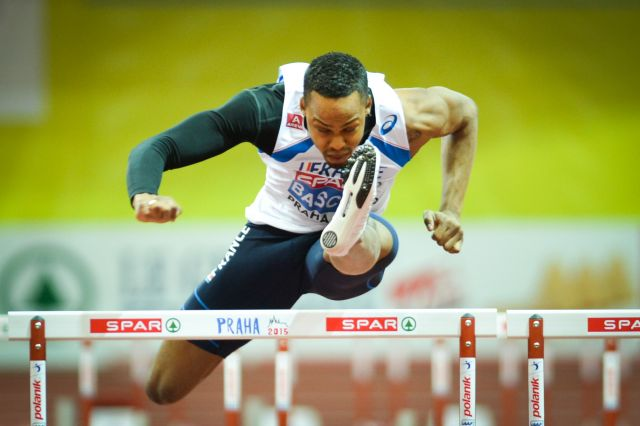
Dimitri Bascou, 2010 EM-Vierter, wurde wegen Behinderung seines Gegners auf der Nebenbahn disqualifiziert
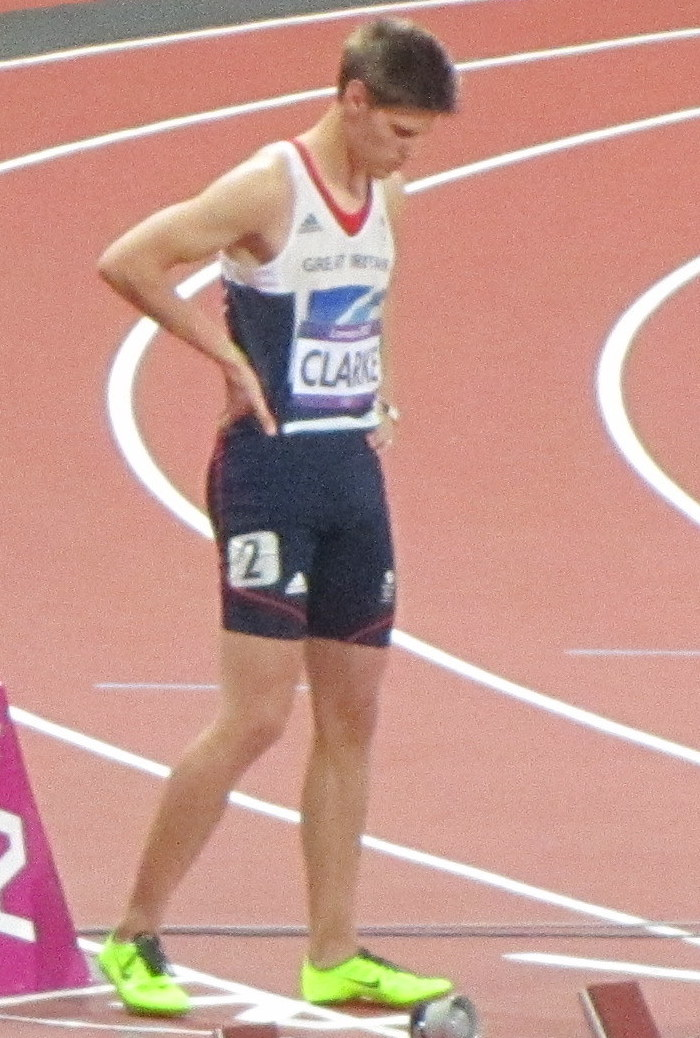
Lawrence Clarke trat zum Finale nicht an

## Videolink
- Men's 110m Hurdles FINAL European Athletics Championships Zurich 2014, youtube.com, abgerufen am 10. März 2023